# Lí (I Ching)
Lí (em chinês pinyin) (離) ou ri em japonês, é um dos oito trigramas básicos do Bāguà, elemento estruturante do I Ching.
Também grafado Li, este conceito chinês pode ser associado ao Fogo e ao elemento Fogo (火), ao planeta Marte (火星), à 2.ª Filha, à Aderencia.
Uma linha quebrada entre duas linhas contínuas simboliza o fogo. As duas linhas contínuas indicam o movimento do fogo. A linha quebrada é o centro do fogo que é imóvel. Além disso, este kua representa também o sol.